# Pictou
Pictou ist eine der 30 Towns in der kanadischen Provinz Neuschottland. Seit 1873 inkorporiert hat der Ort am Nordrand einer vielarmigen Bucht, dem Pictou Harbour, im Pictou County heute 3186 Einwohner (Stand: 2016). Er geht auf das Dorf Pictook der Mi’kmaq sowie auf französische Siedlungsbemühungen des 17. Jahrhunderts zurück, ab 1760 folgten ihnen die Briten.

## Geschichte

### Frühgeschichte
Die Besiedlung der Region durch Mi’kmaq reicht mehrere Jahrtausende zurück. Sie nannten den Ort Pictook, was so viel wie ‚explodierendes Gas‘ bedeutet. Vermutlich gibt es einen Zusammenhang zu den Kohleflözen der Region. Die Franzosen nannten die örtlichen Mi'kmaq Souriguoi, ein Name, mit dem sie das Nordufer der Provinz belegten. Am Lowdens Beach entdeckte man in den 50er Jahren eine ihrer Begräbnisstätten.

### Nicolas Denys, Siedlungsversuche ab 1660
1660 gab Nicolas Denys dem Gebiet den Namen La rivière de Pictou. Er hatte 1653 das exklusive Explorationsrecht zwischen Canso und der Gaspé-Halbinsel erhalten, einschließlich Cape Breton Island und der anderen Inseln im Golf. Denys bemühte sich vier Jahrzehnte lang, die Kolonie im Namen Frankreichs zu entwickeln, doch seine Unternehmen waren wenig erfolgreich. Vergeblich versuchte er in Port Rossignol (Liverpool) und auf Cape Breton Fischzuchten zu etablieren.
1760 schloss Großbritannien mit den Mi'kmaq einen Vertrag, der auch ihr ehemaliges Dorf Pictook betraf, für das William Wicken für die Zeit vor Ankunft der Europäer vielleicht 300 Einwohner annahm.

### Philadelphia Grant von 1765, britische Besiedlung (ab 1767)
Am 31. Oktober 1765, nach dem Ende des Siebenjährigen Krieges, erhielt die Philadelphia Company of Pennsylvania 200.000 Acre Land von London zugesprochen. Die Gesellschaft, die aus 14 britischen Protestanten bestand, musste sich verpflichten, die Kolonie binnen vier Jahren zu besiedeln. Das Gebiet erhielt den Namen Philadelphia Grant. Es reichte von Brown's Point (an die McNutt Grant angrenzend) bis in das Colchester County. Das Land hatte den Nachteil, dass es zum Wasser nur einen begrenzten Zugang zwischen Brown's Point und der Mündung des West River gab. Dies war der Grund, warum es der Gesellschaft nicht gelang, Siedler zu überzeugen, dorthin zu gehen.

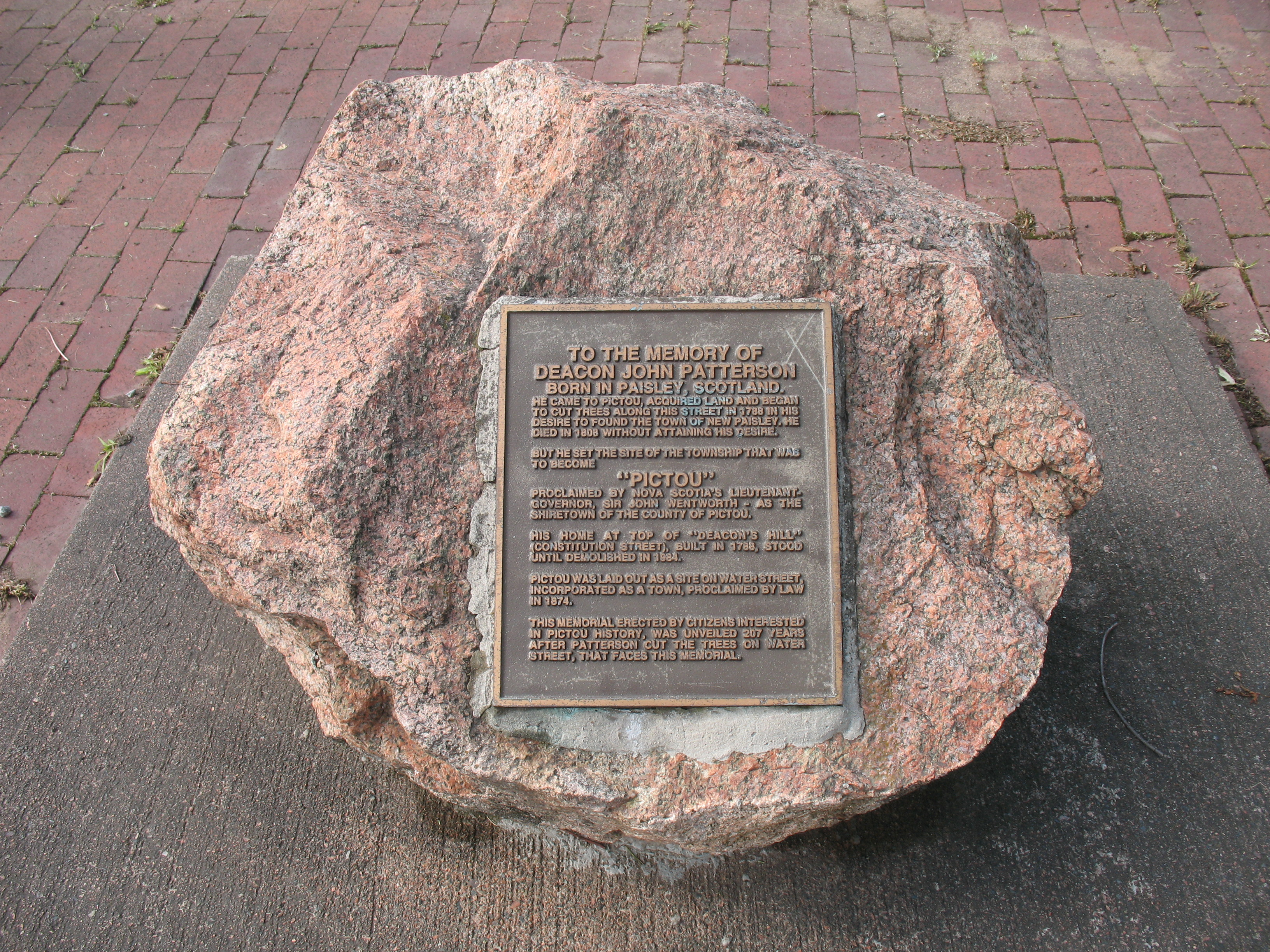
Gedenktafel für John Patterson

Am 10. Juni 1767 landete immerhin die Betsy und brachte Familien mit. So entstand die erste Kolonie im Pictou County. Die Familien siedelten sich am West River an, dem heutigen Lyons Brook. Erster Magistrat wurde Dr. John Harris, ein Arzt, der an der Princeton University studiert hatte. Ihm folgte John Patterson im Amt, ein Landvermesser, der in der Region besser als Squire Patterson bekannt wurde. Insgesamt handelte es sich um vier Familien, die westlich des Gut oder Haliburton siedelten. Die Familie von James McCabe siedelte in Durham, die von John Rogers in Rogers Hill (Scotsburn). Wo die Familie von Henry Cumminger und eine weitere, namentlich nicht bekannte siedelten, ist nicht klar. 1769 entstand die erste Sägemühle am Saw Mill Brook bei Lyons Brook.

### McNutt Grant (ab 1773)
Im folgenden Jahr lief die McNutt Grant oder Irish Grant aus, die die heutige Pictou Township, einschließlich der Town of Pictou, Trenton, New Glasgow und Stellarton umfasste. McNutt hatte zwar die Philadelphia Company ausgestochen, aber auch er scheiterte an den Siedlungsanforderungen. Immerhin lebten um diese Zeit bereits 120 Siedler im Pictou Township.

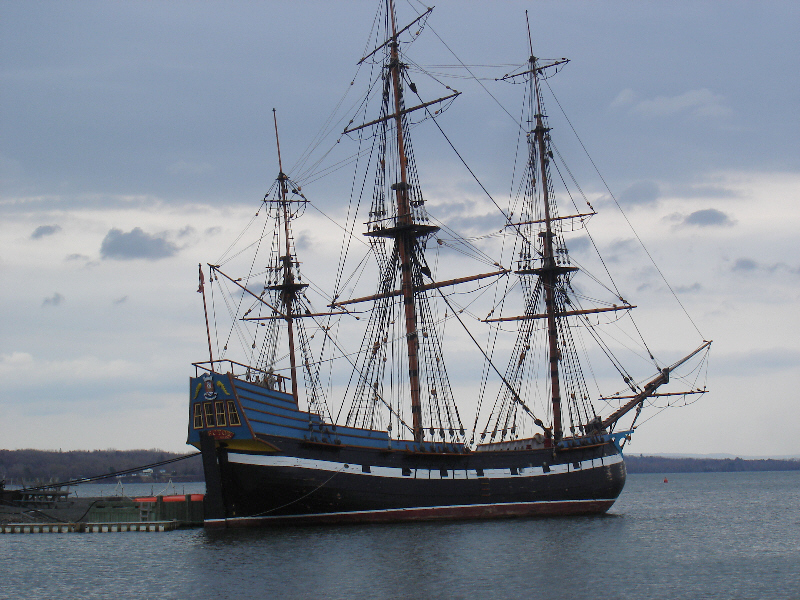
Nachbau der Hector

Im Juli 1773 stach die Hector, eine holländische Fleute im Besitz von John Pagan, einem Händler aus der Gegend um Glasgow, im nordschottischen Loch Broom in See. Sie hatte 179 Passagiere an Bord und nahm in Greenock weitere zehn auf. Am 15. September landete das Schiff in Pictou. Das Land, das die Passagiere ansteuerten, war jedoch an Alexander McNutt vergeben. Doch 1775 gingen 5.000 Acre dieses Landes an Lieutenant Richard Williams. Er tauschte es gegen ein Pferd mit Walter Patterson, der das zukünftige Stadtgebiet aufteilte und es '„Coleraine“' nannte. Bis November 1775 siedelten sich 53 Familien an. 1783 wurden weitere Teile des McNutt-Landes an 44 Siedler vergeben, die meisten von ihnen Passagiere der Hector. Von diesen Familien waren 70 Männer waffenfähig.
John Patterson erwarb 1787 weitere Teile des McNutt-Landes und gründete durch Unterteilung in Lots die neue Town New Paisley. Derweil entstand die erste Kirche im County bei Loch Broom. Es war eine Presbyterianerkirche.

### Anfänge städtischer Entwicklung, Pictou Academy
1788 erhielt die Stadt ihren Namen Pictou zurück. Nun kamen mit Edward Mortimer und seinen Brüdern die ersten Holzhändler in die Stadt und Thomas Copeland, der gerade erst angekommen war, baute das erste Schiff. 1793 entstand durch Peter Grant die erste Schule. 1799 wurde erstmals eine Wahl durchgeführt, die Edward Mortimer für sich entscheiden konnte. Er war der Führer der Reform Party, der Vorläuferin der Liberal Party.
1801 brachte Hugh Denoon eine erste Passagierfracht auf der Pigeon nach Pictou. Die meisten von ihnen waren katholisch und so zogen sie es vor, in Antigonish und auf Cape Breton zu leben.
1803 kam Reverend Thomas McCulloch an die erste presbyterianische Kirche, die ab 1804 entstand. Er gilt als Gründer der Pictou Academy. Er eröffnete 1808 eine Grammar School in seinem Haus, aus der 1811 die Grammar School für den Pictou District wurde. 1816 wurde sie durch eine Charta anerkannt; sie öffnete im folgenden Jahr mit 23 Schülern ihre Pforten. 1818 entstand eine weitere Grammar School, während die Pictou Academy ihr Gebäude am Westende der Church Street fertigstellen konnte.

### Schiffbau, Infrastruktur
1806 konnte eine erste Fähre ihren Betrieb zwischen Pictou und Pictou Landing aufnehmen. Die Schiffsindustrie nahm mit James Dawson einen Aufschwung, der 1811 aus Schottland kam. 1834 wurde ein erster Leuchtturm am Eingang zum Hafen errichtet (1903 niedergebrannt), genauer am Cole Point. 1824 entstand die erste Flachsmühle in Neuschottland, 1825 eine Hobelmühle, die die Herstellung von Türen, Zargen, Rahmen und Fensterflügeln erleichterte. Mit dem Dampfboot Richard Smith entstand eine regelmäßige Verbindung nach Prince Edward Island. 1833 eröffnete der Postkutschendienst nach Antigonish.
1812 wurde, als Schutz gegen irische Marodeure (Fenians), eine Kanonenbatterie am Battery Point eingerichtet (1942 abgerissen).
Nun folgten die staatlichen Einrichtungen, wie ein Postamt (1812), ein Gericht (1813, Neubau 1856), ein Postdienst, der Pictou mit Truro und Halifax verband, eine Bibliothek (1822), die allerdings nach drei Jahrzehnten wieder einging. Im selben Jahr wurde das öffentliche Auspeitschen abgeschafft.
1825 begann der Bau der St. James Anglican Church, die 1829 geweiht wurde. Pater James Grant ermutigte 1823 die örtlichen Katholiken zum Bau einer Kapelle, doch zerstörte 1824 ein Feuer den begonnenen Bau. 1827 wurde die Kirche jedoch fertiggestellt, sie erhielt den Namen St. Patrick’s.
1830 hatte Pictou 1.500 Einwohner, 1838 bereits 1.744. Allerdings brachten die Einwandererschiffe auch Krankheiten, wie 1841, als die Brigg Lady Gray Typhus einschleppte. Im selben Jahr grassierten Cholera und Pocken. Noch Jahrzehnte später bedrohte 1885 eine Pockenepidemie die Stadt.

### Zeitungen, ab 1827
Seit dem 7. Dezember 1827 erschien als erste Zeitung The Colonial Patriot, der in kürzester Frist weitere folgten. So erschien ab dem 11. Mai 1831 The Pictou Observer, ab dem 6. August 1832 The Juvenile Entertainer, ab dem 27. Mai 1835 der Pictou Bee, ab dem 23. Mai 1838 folgte The Mechanic and Farmer, nur fünf Tage später The Presbyterian Banner. Die scharfe Konkurrenz führte 1843 zur Vereinigung von Eastern Chronicle, The Mechanic and Farmer und The Presbyterian Banner. Das Blatt zog später nach Glasgow um. Doch noch im selben Jahr entstanden mit The Christian Record und The Little Visitor neue Zeitungen. 1850 kam ein Monatsblatt hinzu, The Missionary Registry. Dieses Blatt wurde mit dem Christian Instructor zusammengelegt.

### Streit zwischen Torys und Liberalen, Brandy-Wahl (1830)

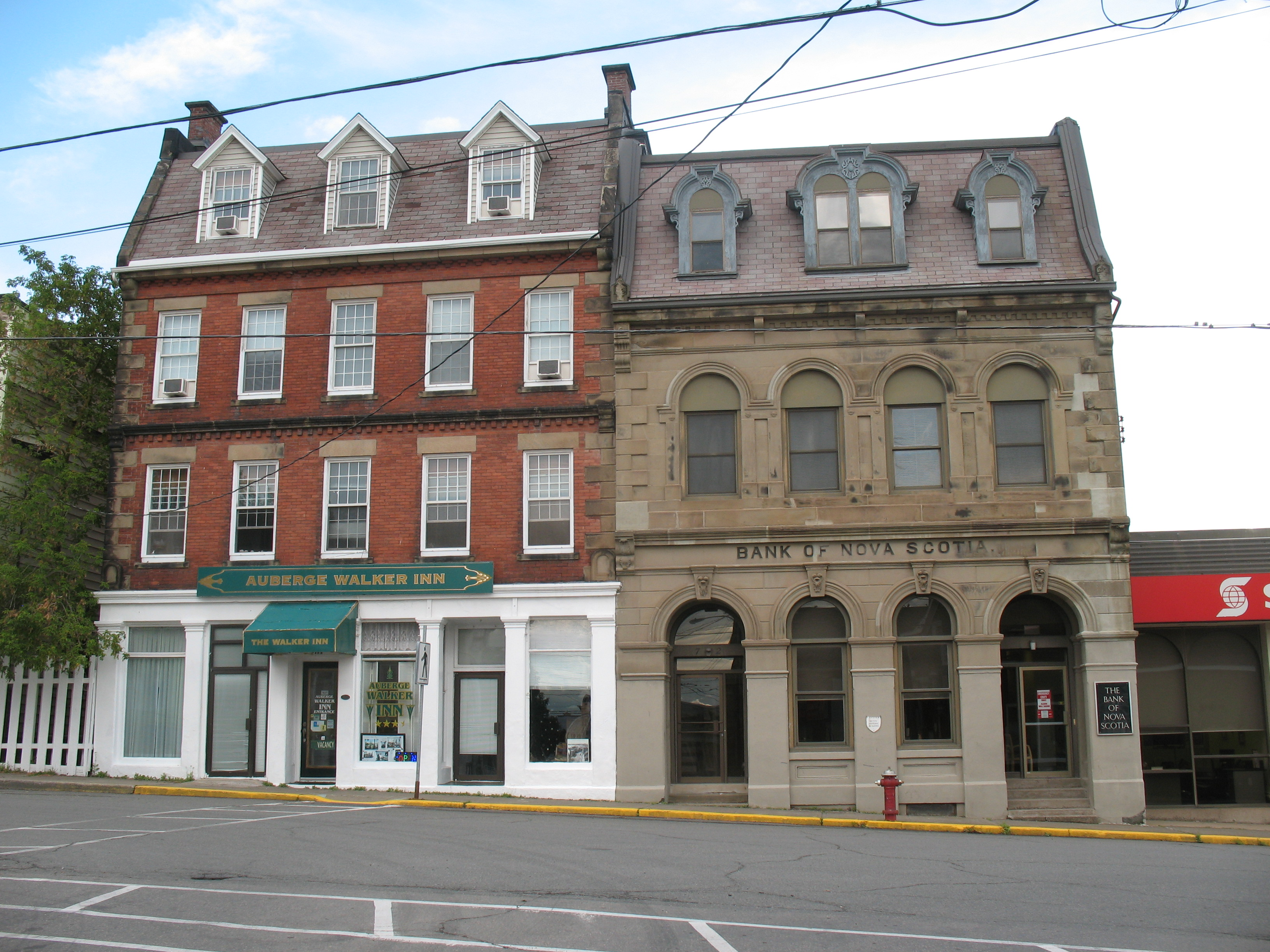
Bank of Nova Scotia, 2014

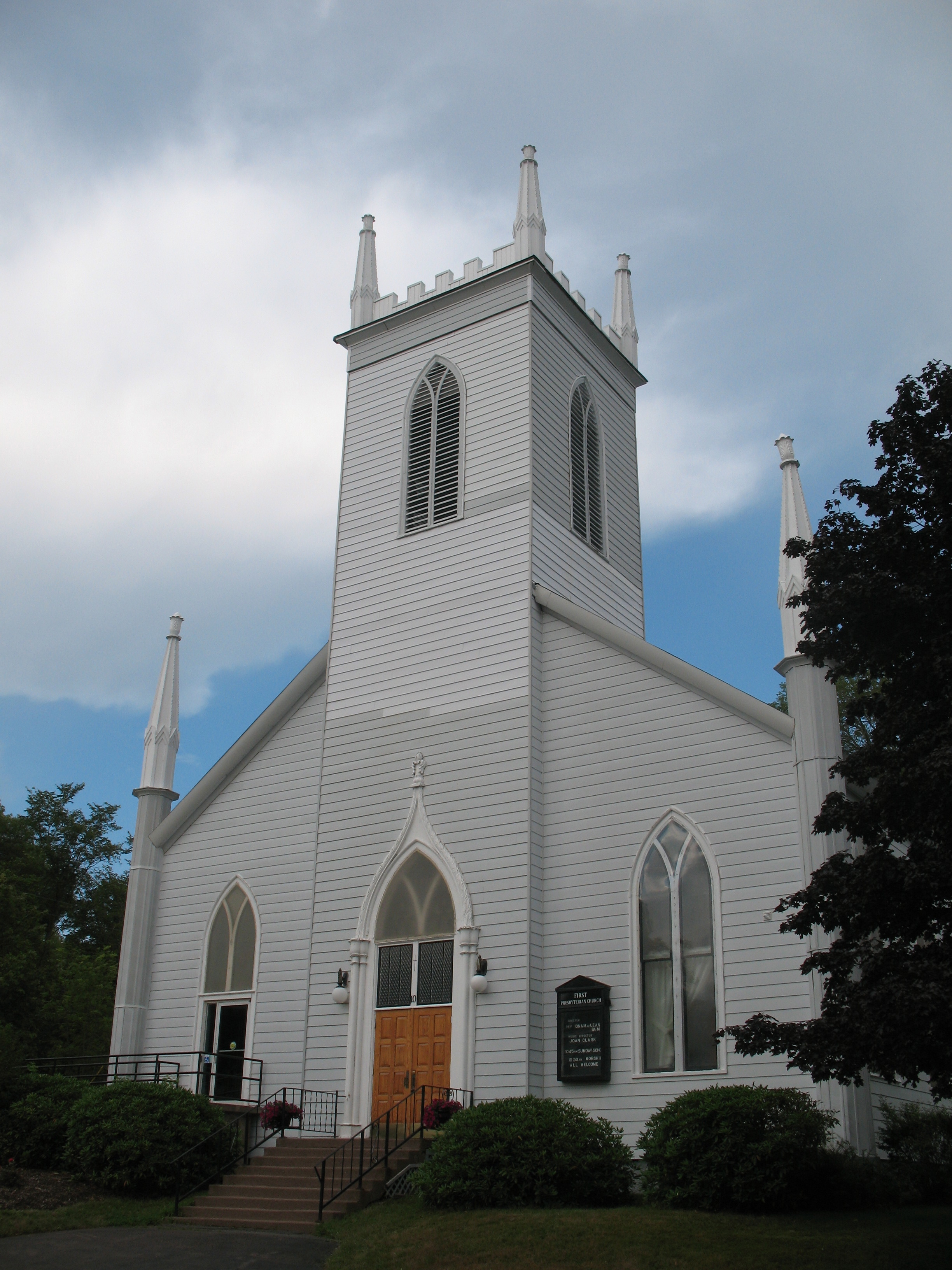
First Presbyterian Church, 2014

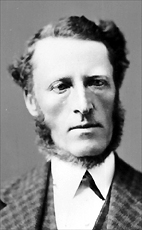
John A. Dawson (1826–1902). Er saß von 1874 bis 1878 für die Liberalen von Pictou im Parlament

Bei der sogenannten Brandy Election, einer Wahl, bei der die Besteuerung des namengebenden Getränks im Mittelpunkt stand, standen die Highlander hinter den Torys. Sie waren mit Schlagstöcken bewaffnet. Tatsächlich kam es zu mehrtägigen Schlägereien in Straßen und Gaststätten, bei denen ein Mann ums Leben kam. Die Liberalen gewannen dennoch die Wahl.
Ähnlich wie bei den Zeitungen bestand eine erhebliche Vielfalt der Konfessionen. So entstand 1848 die John Knox Free Church; im selben Jahr entstand die First Presbyterian Church.

### Weiterentwicklung der städtischen Infrastruktur, Industrialisierungsansätze
1848 konnte J.D.B Fraser erstmals Chloroform herstellen, das in Halifax bei einer Operation eingesetzt wurde. Im folgenden Jahr wurde das erste Hospital gegründet, und zwar rund fünf Kilometer von der Stadt entfernt. Es nahm Einwanderer auf, die krank von Bord gingen. Erst 1893 wurde ein allgemeines Krankenhaus fertiggestellt.
1848 entstand eine erste Gerberei in Lyons Brook, die bis 1923 bestand. Ab 1850 wurde das Telegraphieren möglich, denn die Verbindung nach Truro wurde fertiggestellt. Ab 1870 begannen die Pictou Gas Works die Stadt mit Gas zu versorgen.

### Stadtwerdung, Kampf um den Anschluss an Kanada

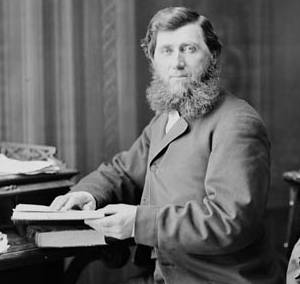
James William Carmichael saß für Pictou im Parlament, 1870

1873 wurde die Town of Pictou inkorporiert. 1882 erschien mit „The Pictou News“ erneut eine Zeitung.
1880 entstand ein neues Gebäude für die Pictou Academy, die am 9. Januar 1881 ihre Pforten eröffnete, ebenso wie ein Krankenhaus für Seeleute und Passagiere an der Stelle des heutigen Sutherland Memorial Hospital. Das Gebäude brannte 1895 ab, wurde jedoch bis Dezember 1896 wieder bezugsfertig aufgebaut.
James William Carmichael, der sich im Schiffbau und im Kohlebergbau, in der Holz- und Fischindustrie betätigt hatte, war einer der aus Pictou stammenden Verfechter des Verbleibs bei Großbritannien. Dementsprechend war er ein Gegner der Konföderation von 1867. Er hatte in der örtlichen Pictou Academy gelernt und saß von 1867 bis 1872 im Parlament, schloss sich 1869 den Liberalen an und saß nach der Gründung Kanadas erneut im Parlament (1874–78). 1898 bis 1903 war er Mitglied des Senats.

### Eisenbahnverbindungen, Tabak, Erzverhüttung

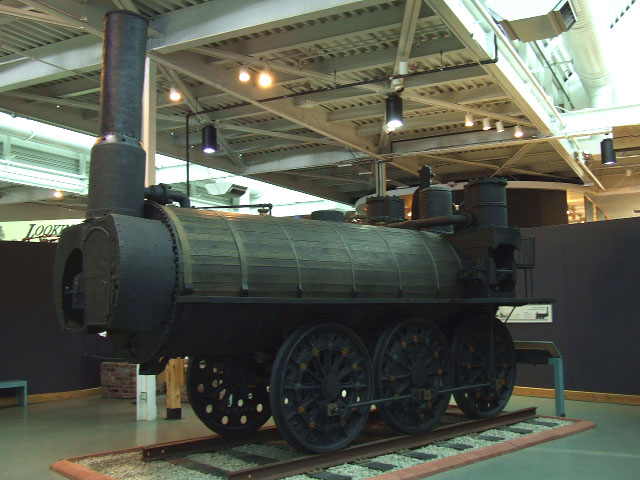
Die Samson, die älteste Lokomotive Kanadas, Museum of Industry in Stellarton, Neuschottland. Fertiggestellt 1838 in England, war sie von 1839 bis 1885 auf der Albion Mines Railway im Pictou County im Einsatz.

Eine Eisenbahnverbindung, die Intercolonial Railway entstand, die Pictou mit Stellarton-Oxford Junction verband. Kohle wurde über Pictou Landing verschifft, was wiederum den Schiffbau beförderte. Allerdings gab CN Rail die Eisenbahnstrecke Ende der 80er Jahre auf. Sie war der Konkurrenz durch den erheblich stärker geförderten Straßenverkehr nicht mehr gewachsen, vor allem dem Highway 106. 1886 begann der Bau einer Eisenbahnverbindung zwischen Pictou, Westville und Stellarton, die im November 1887 eröffnet wurde. In diesem Jahr wurde zudem ein Telefonnetz eingerichtet. 1890 ging die Short Line nach Oxford Junction, deren Bau 1888 begonnen hatte, in Dienst.
1881 und 1890 wüteten schwere Feuer in der Stadt, in letzterem Falle wurde das Gefängnis nebst 20 Geschäftshäusern zerstört.

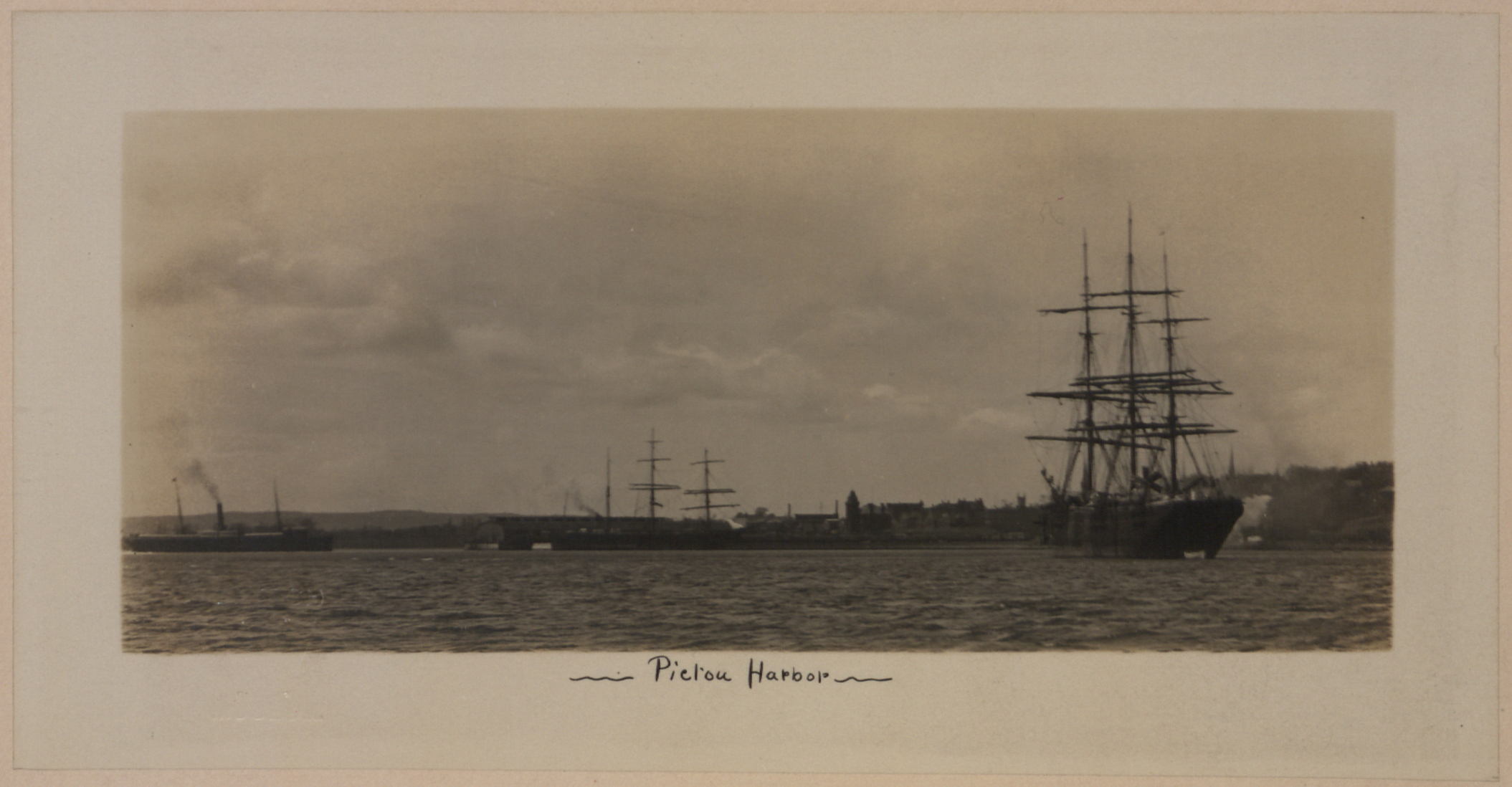
Der Hafen, 1885

Die Tabakindustrie wurde immer bedeutender, sie bestand bis etwa 1960. Sie verarbeitete Rohtabak aus Virginia und Kentucky. So wurden 1898 50.000 Pfund Pictou Twist hergestellt. Ein weiterer bedeutender Arbeitgeber wurde eine Kupfer- und Eisenschmelze, die Erze aus Neufundland und den anderen Ostprovinzen verarbeitete.
1905 entstand ein neuer Bahnhof für die Intercolonial Railway, doch meldete sich 1910 mit dem ersten Auto erstmals das konkurrierende Fortbewegungsmittel auch in Pictou.
1938 wurde auch das dritte Gebäude der Pictou Academy zerstört, es brannte am 3. Juni ab. 1940 entstand folglich das vierte Gebäude.

### Expandierender Schiffbau, Zweiter Weltkrieg

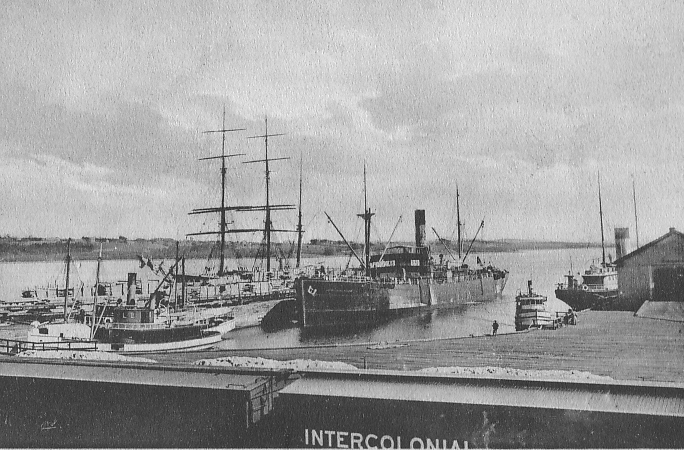
Der Hafen von Pictou, Postkarte, 1912

Mit dem Zweiten Weltkrieg nahm der Schiffbau einen steilen Aufstieg. Dazu wurden Häuser für etwa 400 Familien in den Victory Heights errichtet. Dort entstand 1943 eine eigene Schule. 1946 zerstörte jedoch ein Großfeuer Teile des Hafens, erneut am 6. Juli 1959. Ferguson Industries wurde teilweise zerstört, ebenso wie das Depot des Canadian Hydrographic Service.

### Wirtschaftliche Dauerkrise, Überfischung
Wie im gesamten Osten Kanadas trafen wirtschaftliche Probleme auch die Region Pictou. So schloss 1968 die Keksfabrik G.H. Hamilton, 1974 zerstörte ein Feuer den CN-Bahnhof, vor allem aber brach die Fischerei ein. Nur wenige lokale Industrien konnten sich halten. Grohmann Knives Ltd ist das einzige in Kanada produzierende Unternehmen für Schneidwaren.

## Bildung
Die 1803 von Thomas McCulloch gegründete Pictou Academy ist die einzig verbliebene örtliche High School; sie wurde 1816 staatlich anerkannt. Alle anderen High Schools wurden 2003/04 geschlossen, ihre Schüler besuchen nun die übergreifende Northumberland Regional High School sowie das North Nova Education Centre. Daneben besteht die lokale, kleine Stadtbücherei fort.

## Söhne und Töchter der Stadt
- John William Dawson (1820–1899), Geologe, Paläontologe und Schulreformer
- Christie MacDonald (1875–1962), Sängerin
- Joey MacDonald (* 1980), Eishockeyspieler